# Gallotia bravoana
La lucertola gigante di La Gomera (Gallotia bravoana Hutterer, 1985) è un sauro della famiglia Lacertidae, endemico dell'isola di La Gomera, nell'arcipelago delle Canarie.

## Descrizione
La lucertola gigante di La Gomera può raggiungere i 60 cm di lunghezza e arrivare a pesare circa 1 kg.
A caratterizzare la specie è la colorazione di un bianco intenso, presente su collo, petto e bocca, fortemente contrastante con la schiena di colore marrone scuro.

## Biologia
Ha abitudini diurne e dieta prevalentemente erbivora.
La femmina depone una volta l'anno da 3 a 7 uova.

## Conservazione
Dopo alcuni avvistamenti risalenti al XIX secolo, la specie era stata ritenuta estinta. Tuttavia nel 1985 furono trovati alcuni resti.
Nel 1999 un gruppo di biologi spagnoli guidati da Juan Carlos Rando riscoprì la specie, di cui vennero ritrovati 6 esemplari. È stato così possibile dare inizio ad un programma per il recupero della lucertola gigante di La Gomera, della quale oggi esistono due piccole popolazioni: una in cattività e l'altra, meno numerosa, allo stato selvatico.

Considerando la ristrettezza del suo areale e la esiguità della popolazione esistente, la IUCN Red List classifica G. bravoana come specie in pericolo critico di estinzione (Critically Endangered).